# Талды-Курганский областной комитет КП Казахстана
Талды-Курганский областной комитет КП Казахстана - орган управления Талды-Курганской областной партийной организацией КП(б) - КП Казахстана (1944-1959, 1967-1991 годы).
Талды-Курганская область была образована 16 марта 1944 года в составе Казахской ССР из части Алма-Атинской области. 6 июня 1959 года упразднена, территория вошла в состав Алма-Атинской области. Вновь образована из части Алма-Атинской области 23 декабря 1967 года. Центр - г. Талды-Курган.

## Первые секретари Талды-Курганского обкома КП Казахстана
- ПЕРИОД СТАЛИНА (1925-1953 гг.)
- 1944 Дубровский, Александр Афанасьевич
- 1944-01.1950 Кондратенко, Андрей Павлович
- 1950-01.1951 Артыгалиев, Шолак Артыгалиевич
- 1951-1956 Карсыбаев Шакир Карсыбаевич
- ПЕРИОД ХРУЩЕВА (1953-1964 гг.)
- 1956-06.1959 Ильясов, Губайдулла Утарович

06.1959-12.1967 Алма-Атинский областной комитет КП Казахстана (территория вошла в состав Алма-Атинской области).
ПЕРИОД БРЕЖНЕВА (1964-1982 гг.)
- 1968-04.1970 Ашимов Байкен Ашимович
- 04.1970-1972 Садвакасов Бименде Садвакасович
- 1972-1978 Алыбаев Арипбай Алыбаевич
- 1978-1981 Кусаинов Сакан Кусаинович
- 1981-1986 Тыныбаев Абубакир Алиевич
- ПЕРИОД ГОРБАЧЕВА (1985-1991)
- 1986-25.11.1988 Ануфриев Владислав Григорьевич
- 25.11.1988-19.05.1990 Жигулин Анатолий Сергеевич
- 19.05.1990-7.09.1991 Турсунов Сагинбек Токабаевич